# كيم شارما
كيم ميشيل شارما (بالإنجليزية: Kim Michelle Sharma)‏ مواليد 21 يناير 1980 في ماهاراشترا، الهند، هي ممثلة  هندية وعارضة أزياء بدأت مسيرتها الفنية عام 2000.

## الأعمال
- فداء